# جاوید اختر
جاوید اختر (هندی: जावेद अख्तर؛ زادهٔ ۱۷ ژانویهٔ ۱۹۴۵) فیلم‌نامه‌نویس، سیاست‌مدار، شاعر و نویسنده اهل کشور هند است.

## قسمتی از فیلمشناسی (به عنوان فیلمنامه‌نویس)
- سیتا و گیتا -۱۹۷۲
- دیوار -۱۹۷۵
- شعله -۱۹۷۵
- قانون -۱۹۸۲
- آرجون -۱۹۸۵
- آقای هند -۱۹۸۷
- تعقیب دوباره آغاز می‌شود -۲۰۰۶

## جوایز
وی همچنین برنده جوایزی همچون جوایز فیلم‌فیر شده‌است.